# John Scott Russell
John Scott Russell (9 de mayo de 1808 - 8 de junio de 1882) fue un ingeniero civil, arquitecto y constructor naval escocés. Un importante promotor de la Gran Exposición de 1851, Russell construyó el Great Eastern en colaboración con Isambard Kingdom Brunel e hizo el descubrimiento de la onda de traslación que dio origen al estudio moderno de los solitones, además de desarrollar el sistema de línea de onda de la construcción de barcos.

## Biografía
John Russell nació el 9 de mayo de 1808 en Parkhead, Glasgow, hijo del reverendo David Russell y Agnes Clark Scott. Pasó un año en la Universidad de Saint Andrews antes de trasladarse a la Universidad de Glasgow. Mientras estaba estudiando en Glasgow, agregó el apellido de soltera de su madre, Scott, al suyo propio, para convertirse en John Scott Russell. Se graduó de la Universidad de Glasgow en 1825 a la edad de 17 años y se mudó a Edimburgo, donde enseñó matemáticas y ciencias en el Mechanics' Institute de Leith, logrando la asistencia más alta de la ciudad.
A la muerte de Sir John Leslie, profesor de Filosofía Natural en la Universidad de Edimburgo en 1832, Scott Russell, a pesar de tener tan solo 24 años, fue elegido para ocupar temporalmente la vacante en espera de la elección de un profesor permanente, debido a su competencia en la ciencias naturales y popularidad como conferenciante. Pero aunque se le animó a postularse para el puesto permanente, se negó a competir con otro candidato que admiraba y, a partir de entonces, se concentró en su profesión como ingeniero y en la investigación experimental a gran escala.
En 1834, Russell observó la formación, en el Union Canal que conecta Edimburgo con Forth-Clyde, de una ola de gran amplitud generada por la parada repentina de una barcaza. Siguió esta ola a caballo durante varios kilómetros y descubrió que su forma y velocidad permanecían sin cambios durante su propagación. Este hallazgo sobre un nuevo tipo de onda hidrodinámica (solitón) fue presentado a la British Association for the Advancement of Science en 1844. El trabajo experimental de Scott Russell parecía contrastar con las teorías hidrodinámicas de Isaac Newton y Daniel Bernoulli, y fue gracias a Lord Rayleigh y su artículo publicado en el Philosophical Magazine en 1876, cuando las observaciones de Russell pudieron contar con un soporte matemático. También hizo una de las primeras observaciones experimentales del efecto Doppler.
Los ingenieros hidrodinámicos Henry Bazin y Henry Darcy llevaron a cabo trabajos adicionales en la segunda mitad del siglo XIX en el canal de Borgoña, cerca de Dijon. No fue hasta 1895, gracias al trabajo de los matemáticos holandeses Diederik Korteweg y Gustav de Vries, cuando se hizo una interpretación matemática del solitón hidrodinámico observado por Russell.
Scott Russell fue elegido miembro de la Royal Society en junio de 1849 por su obra «Memoirs on "The Great Solitary Wave of the First Order, or the Wave of Translation"», publicada en Transactions of the Royal Society of Edinburgh.

## Vida privada
Russell contrajo matrimonio en 1839 con Harriette Osborne, hija del baronet irlandés Sir Daniel Toler Osborne y Harriette Trench, hija del conde de Clancarty, en la ciudad de Dublín; tuvieron dos hijos (le sobrevivió Norman) y tres hijas, Louise (1841–1878), Rachel (1845–1882) y Alice. En Londres vivieron durante cinco años en una casa provista para el secretario de la Royal Society of Arts y luego se mudaron a Sydenham Hill, barrio en donde se reubicó The Crystal Palace de Paxton tras la Gran Exposición.
Arthur Sullivan y su amigo Frederic Clay eran visitantes frecuentes en la casa de Scott Russell a mediados de la década de 1860; Clay se comprometió con Alice y Sullivan estuvo cortejando a Rachel. Mientras que Clay era de una familia rica, Sullivan todavía era un joven compositor pobre de una familia de escasos recursos económicos; Scott Russell y su esposa aprobaron el compromiso de Alice con Clay, quien sin embargo no llegó a desposar a la menor de la familia, pero prohibieron la relación entre Sullivan y Rachel, aunque los dos continuaron viéndose a espaldas de Russell. En algún momento de 1868, Sullivan inició una aventura simultánea (y secreta) con Louise (1841-1878). Ambas relaciones habían cesado a principios de 1869.
El ingeniero estadounidense Alexander Lyman Holley se hizo amigo de Scott Russell y su familia en sus diversas visitas a Londres en el momento de la construcción del Great Eastern. Holley también visitó la casa de Scott Russell en Sydenham. Como resultado de esto, Holley y su colega Zerah Colburn viajaron en el viaje inaugural del Great Eastern desde Southampton a Nueva York en junio de 1860. El hijo de Scott Russell, Norman, se quedó con Holley en su casa de Brooklyn; Norman también viajó en el viaje inaugural, un viaje que John Scott Russell no hizo.
Falleció en Ventnor, al sur de la isla de Wright, el 8 de junio de 1882. Su hijo Norman siguió los pasos de su padre y se convirtió en arquitecto naval, contribuyendo en la Institución de Arquitectos Navales que había fundado su padre.

## Publicaciones
Su artículo de 1844 se ha convertido en un artículo clásico y se cita con bastante frecuencia en artículos o libros relacionados con los solitones, incluso después de más de ciento cincuenta años.
- Russell, J. Scott (1845). «Report on Waves». Report of the fourteenth meeting of the British Association for the Advancement of Science, York, September 1844. Londres: John Murray. pp. 311-390, Plates XLVII-LVII.
- Russell, J. Scott (1864). The Modern System of Naval Architecture. Londres: Day and Son. OCLC 80429969.
- Russell, J. Scott (1885). The Wave of Translation in the Oceans of Water, Air, and Ether. Londres: Trübner & Co. OCLC 39005948.